# New Straitsville
New Straitsville é uma vila localizada no estado norte-americano de Ohio, no Condado de Perry.

## Demografia
Segundo o censo norte-americano de 2000, a sua população era de 774 habitantes.
Em 2006, foi estimada uma população de 804, um aumento de 30 (3.9%).

## Geografia
De acordo com o United States Census Bureau tem uma área de
3,4 km², dos quais 3,4 km² cobertos por terra e 0,0 km² cobertos por água. New Straitsville localiza-se a aproximadamente 236 m acima do nível do mar.

## Localidades na vizinhança
O diagrama seguinte representa as localidades num raio de 16 km ao redor de New Straitsville.